# Крессак-Сен-Жени
Кресса́к-Сен-Жени́ (фр. Cressac-Saint-Genis) — коммуна во Франции, находится в регионе Пуату — Шаранта. Департамент — Шаранта. Входит в состав кантона Бланзак-Поршрес. Округ коммуны — Ангулем.
Код INSEE коммуны — 16115.
Коммуна расположена приблизительно в 420 км к юго-западу от Парижа, в 130 км южнее Пуатье, в 26 км к юго-западу от Ангулема.

## Население
Население коммуны на 2008 год составляло 155 человек.
| 1962 | 1968 | 1975 | 1982 | 1990 | 1999 | 2008 |
| ---- | ---- | ---- | ---- | ---- | ---- | ---- |
| 117  | 127  | 162  | 150  | 128  | 125  | 155  |

## Администрация
| Период | Период | Фамилия        | Партия | Примечания |
| ------ | ------ | -------------- | ------ | ---------- |
| 2001   | 2008   | Бертран Ардуэн |        |            |
| 2008   |        | Бернар Може    |        |            |

## Экономика
В 2007 году среди 96 человек в трудоспособном возрасте (15—64 лет) 71 были экономически активными, 25 — неактивными (показатель активности — 74,0 %, в 1999 году было 63,0 %). Из 71 активных работали 64 человека (33 мужчины и 31 женщина), безработных было 7 (2 мужчины и 5 женщин). Среди 25 неактивных 8 человек были учениками или студентами, 8 — пенсионерами, 9 были неактивными по другим причинам.

## Достопримечательности
- Часовня тамплиеров (XII век). Памятник истории с 1914 года[3]
- Приходская церковь Нотр-Дам
- Церковь Сен-Жени

## Фотогалерея
- Часовня тамплиеров
- Интерьер часовни тамплиеров
- Церковь Нотр-Дам
- Церковь Сен-Жени